# پیتر دولبی
پیتر دولبی (انگلیسی: Peter Dolby؛ ۱۸ مه ۱۹۴۰ – ۲۸ فوریهٔ ۲۰۱۹) بازیکن فوتبال بود.
از باشگاه‌هایی که در آن بازی کرده‌است می‌توان به باشگاه فوتبال شروزبری تاون اشاره کرد.